# 짧은꼬리밭쥐
짧은꼬리밭쥐(Microtus agrestis)는 밭쥐속에 속하는 설치류의 일종이다. 회갈색 들쥐로 짧은 꼬리와 함께 몸길이는 약 10cm 정도이다. 유럽에서 가장 흔한 포유류의 일종이며, 대서양 해안부터 바이칼호부터 분포한다. 삼림과 습지 또는 강둑과 같은 습윤 초원 지대 서식지에서 발견된다. 얕은 굴을 파며, 보통 땅 아래에 둥지를 만든다. 올빼미와 기타 포식자 등의 중요한 먹이로 개체군 규모가 최고점과 최저점 사이에서 주기적으로 움직이는 경향이 있다. 짧은꼬리밭쥐는 여름에 주로 번식을 하지만, 심지어 눈이 오는 계절을 포함하여 일년내내 번식을 하기도 한다. 암컷은 일년에 7번, 평균 4~6마리의 새끼를 낳고 약 14일 이후에 젖을 뗀다. 널리 분포하고 흔하게 발견되기 때문에 국제 자연 보전 연맹(IUCN)이 짧은꼬리밭쥐를 "관심대상종"으로 분류하고 있다.

## 특징
짧은꼬리밭쥐는 짙은 갈색의 작은 설치류로 짧은 꼬리가 특징적이며, 좀더 진한 색의 털복숭이 털과 귀에 무성한 털을 가진 유라시아밭쥐(Microtus arvalis)가 근연종이다. 꼬리를 제외한 몸길이가 95~133mm이고, 꼬리 길이는 25~44mm이다. 몸무게는 20~51g이다. 가냘프고 낮은 소리를 내며, 다양하게 재잘거리는 소리를 내기도 한다.

## 분포 및 서식지
짧은꼬리밭쥐는 구북구 생물 지리구에 분포하는 들쥐이다. 서유럽 전역과 동쪽으로 시베리아 바이칼 호와 중국 북서부, 북쪽으로 노르웨이와 스웨덴, 핀란드까지 분포한다. 아이슬란드와 아일랜드, 남쪽 방향으로 지중해 쪽에서는 발견되지 않는다. 초원과 들판 경계, 플랜테이션, 삼림 지대, 개간지, 고지대 히스 지대, 모래언덕, 습지, 소택지, 강둑에서 발견되며, 습윤 지대를 좋아하는 경향이 있다. 해발 최대 1700m 지역에서 발견된다.